# Grb Socijalističke Federativne Republike Jugoslavije
Grb SFRJ predstavlja šest baklji okruženih žitom koje gore zajedno. Zajednička vatra šest baklji predstavlja bratstvo i jedinstvo šest republika bivše Jugoslavije: Bosne i Hercegovine, Makedonije, Srbije, Slovenije, Hrvatske i Crne Gore. Datum na grbu je 29. studenog 1943. kada se u Jajcu po drugi put sastao AVNOJ. Taj datum postao je dan republike poslije Drugog svjetskog rata, jer je istoga dana 1945. proglašena republika.
Grb je tijekom 1943. godine oblikovan zajedničkim radom umjetnika Antuna Augustinčića i Đorđa Andrejevića Kuna prigodom ukrašavanja dvorane Doma kulture u Jajcu. Po odluci Predsjedništva AVNOJ-a Augustinčić je nešto ranije izradio budući grb u drvorezu, s pet buktinja kao temeljnim elementima, koje su predstavljale pet naroda Jugoslavije. Kun je načinio nacrt žita, koji je potom dopunjen s Augustinčićevih pet baklji. Nadnevak 29. XI. 1943. na grb dodan je nakon zasjedanja AVNOJ-a, a grb je, u ponešto izmijenjenom obliku, službeno usvojen tek Ustavom FNRJ 1946.
Husaga Ćišić koji je glasovao protiv takvoga saveznoga Ustava FNRJ obratio se dvjema predstavkama, od 5. prosinca 1945. i 6. siječnja 1946. godine, Ministarstvu za Konstituantu (Ustavotvornu skupštinu) zahtjevom za dopunu državnoga grba šestom bakljom kao obilježem bošnjačke ravnopravnosti.
Na novomu državnom grbu proglašenomu 1946. ipak se nalazio plamen sastavljen od petero baklji – kao simbol bratstva i jedinstva – pet naroda: Crnogoraca, Hrvata, Makedonaca, Slovenaca i Srba. Šesta baklja, koja je predstavljala Muslimane kao narodnost (danas Bošnjake), ili pak šest jugoslavenskih republika, pridružena je plamenu tek dva desetljeća kasnije.